# Corispermum ulopterum
Corispermum ulopterum là loài thực vật có hoa thuộc họ Dền. Loài này được Fenzl ex Ledeb. mô tả khoa học đầu tiên năm 1849.